# Volta a Espanya de 1956
La Volta a Espanya de 1956 fou l'11a edició de la Volta a Espanya i es disputà entre el 26 d'abril i el 13 de maig de 1956, amb un recorregut de 3.531 km dividits en 17 etapes. L'inici i final de la cursa fou a Bilbao. 90 corredors van prendre la sortida repartits entre 9 equips, dels quals 40 finalitzaren la cursa.
El vencedor fou l'italià Angelo Conterno, sent el primer italià en guanyar la cursa i un dels que ha guanyat la general amb menys diferències sobre el segon classificat, ja que tan sols superà a Jesús Loroño per 13 segons. Rik Van Steenbergen, vencedor de sis etapes, s'imposà en la classificació per punts, mentre Nino Defilippis s'imposà en la classificació de la muntanya. El català Miquel Poblet aconseguí tres victòries d'etapa.

## Equips participants
- França
- Espanya
- Itàlia
- Suïssa-Mixt
- Bèlgica
- Cantàbric
- Centre-sud
- Pireneus
- Mediterrani

## Etapes
| Etapa | Dia        | Recorregut               | Km       | Guanyador                 | Líder                     |
| ----- | ---------- | ------------------------ | -------- | ------------------------- | ------------------------- |
| 1a    | 26 d'abril | Bilbao - Santander       | 203      | Rik Van Steenbergen (BEL) | Rik Van Steenbergen (BEL) |
| 2a    | 27 d'abril | Santander - Oviedo       | 248      | Angelo Conterno (ITA)     | Angelo Conterno (ITA)     |
| 3a    | 28 d'abril | Oviedo - Valladolid      | 175      | Miquel Poblet (ESP)       | Angelo Conterno (ITA)     |
| 4a    | 29 d'abril | Valladolid - Madrid      | 212      | Claude Le Ber (FRA)       | Angelo Conterno (ITA)     |
| 5a    | 30 d'abril | Madrid - Albacete        | 241      | Miquel Poblet (ESP)       | Angelo Conterno (ITA)     |
| 6a    | 1 de maig  | Albacete - Alacant       | 227      | Miquel Poblet (ESP)       | Angelo Conterno (ITA)     |
| 7a    | 2 de maig  | Alacant - València       | 182      | Rik Van Steenbergen (BEL) | Angelo Conterno (ITA)     |
| 8a    | 3 de maig  | València - Tarragona     | 249      | Rik Van Steenbergen (BEL) | Angelo Conterno (ITA)     |
| 9a    | 5 de maig  | Tarragona - Barcelona    | 163      | Hugo Koblet (SUI)         | Angelo Conterno (ITA)     |
| 10a A | 6 de maig  | Barcelona                | 21 (CRE) | França                    | Angelo Conterno (ITA)     |
| 10a B | 6 de maig  | Barcelona - Tàrrega      | 112      | Gilbert Bauvin (FRA)      | Angelo Conterno (ITA)     |
| 11a   | 7 de maig  | Tàrrega - Saragossa      | 238      | Rik Van Steenbergen (BEL) | Angelo Conterno (ITA)     |
| 12a   | 8 de maig  | Saragossa - Baiona       | 274      | Giancarlo Astrua (ITA)    | Angelo Conterno (ITA)     |
| 13a A | 9 de maig  | Baiona - Irun            | 43 (CRI) | Claude Le Ber (FRA)       | Angelo Conterno (ITA)     |
| 13a B | 9 de maig  | Irun - Pamplona          | 111      | Roger Walkowiak (FRA)     | Angelo Conterno (ITA)     |
| 14a   | 10 de maig | Pamplona - Sant Sebastià | 195      | Rik Van Steenbergen (BEL) | Angelo Conterno (ITA)     |
| 15a   | 11 de maig | Sant Sebastià - Bilbao   | 225      | Nino Defilippis (ITA)     | Angelo Conterno (ITA)     |
| 16a   | 12 de maig | Bilbao - Vitòria         | 207      | Benigno Aizpuru (ESP)     | Angelo Conterno (ITA)     |
| 17a   | 13 de maig | Vitòria - Bilbao         | 190      | Rik Van Steenbergen (BEL) | Angelo Conterno (ITA)     |

## Classificacions finals

### Classificació general
| Pos. | Ciclista                      | Equip | Temps        |
| ---- | ----------------------------- | ----- | ------------ |
| 1    | Angelo Conterno (ITA)         |       | 105h 37' 52" |
| 2    | Jesús Loroño (ESP)            |       | + 13"        |
| 3    | Raymond Impanis (BEL)         |       | + 1' 54"     |
| 4    | Federico Bahamontes (ESP)     |       | + 3' 27"     |
| 5    | Rik Van Steenbergen (BEL)     |       | + 7' 48"     |
| 6    | Miguel Chacón (ESP)           |       | + 8' 30"     |
| 7    | Gilbert Bauvin (FRA)          |       | + 19' 18"    |
| 8    | Brian Robinson (GBR)          |       | + 20' 36"    |
| 9    | Josep Serra (ESP)             |       | + 23' 38"    |
| 10   | Manuel Rodríguez Barros (ESP) |       | + 24' 55"    |

### Classificació per punts
|   | Ciclista                  | Equip | Punts |
| - | ------------------------- | ----- | ----- |
| 1 | Rik Van Steenbergen (BEL) |       | 98    |
| 2 | Gilbert Bauvin (FRA)      |       | 187   |
| 3 | Angelo Conterno (ITA)     |       | 231   |

### Classificació de la muntanya
|   | Ciclista                         | Equip | Punts |
| - | -------------------------------- | ----- | ----- |
| 1 | Nino Defilippis (ITA)            |       | 26    |
| 2 | Federico Martín Bahamontes (ESP) |       | 19    |
| 3 | Antonio Suárez (ESP)             |       | 17    |

### Classificació per equips
|   | Equip   | Temps        |
| - | ------- | ------------ |
| 1 | Espanya | 316h 33' 46" |